# Winfred P. Lehmann
Winfred Philip Lehmann (Surprise, Butler megye, Nebraska, 1916. június 23. – Austin, Texas, 2007. augusztus 1.) amerikai nyelvész.

## Élete
Humán tudományokból lett baccalaureus 1936-ban a Wisconsin állambeli Watertownban található Northwestern College-ban, ezután a Wisconsini Egyetemen germán filológiából szerzett 1938-ban mesterfokot, majd 1941-ben doktorátust.
A második világháború alatt az Amerikai Hadsereg Signal Corps egységénél szolgált a japán nyelviskola felelős tisztjeként, valamint japán oktatóként. A háború után a St. Louis-i Washington Egyetem német tanszékének vezetője lett. 1949-ben az austini Texasi Egyetem germán nyelvészeti docense lett. 1951-ben kapta meg professzori kinevezését, 1953 és 1964 közt a tanszéket vezette. 1964-től a Texasi Egyetem Nyelvtudományi Tanszéke elnöki tisztét is betöltötte, egészen 1972-ig.
1950 és 1951 közt a Fulbright-program ösztöndíjasaként Norvégiában tartózkodott (1972 és 1973 között a Guggenheim-program ösztöndíjasaként szintén). Ankarában 1955 és 1956 közt a Georgetown English Language Program vezetője volt. 1974-ben a nyelvészeti delegáció titkára volt Kínában, 1981-ben a Humanitárius és Társadalomtudományi Bizottság társelnöke volt ugyancsak Kínában. 1964-ben az Association for Computational Linguistics elnökévé választották.
Ő volt az egyetlen személy, aki mind a Linguistic Society of America (1973) mind a Modern Language Association of America (1987) elnöki tisztét is betöltötte.
1986-os nyugdíjba vonulásakor Nyugat-Európa, a Szovjetunió és az Amerikai Egyesült Államok tudósai gyűltek össze a Texasi Egyetemen, a tiszteletére tartott IREX Conference on Linguistic Reconstruction rendezvényen. A konferencia anyagából Reconstructing Languages and Cultures címmel 1992-ben kötet jelent meg, amely rámutat Lehmann munkásságának az indoeurópai és a történelmi nyelvészetre gyakorolt világméretű hatására. 2007-ben megkapta az International Association for Machine Translation díját (IAMT Award of Honor).
Több, mint ötven könyvet és kétszázötven tudományos cikket írt. Az 1951 és 1986 közti időszakban körülbelül ötven doktori disszertáció elkészültében segédkezett. Felesége, Ruth Preston Miller Lehmann (2000-ben hunyt el) szintén kiváló történeti nyelvész volt. Magyar nyelven egyetlen írása jelent meg a Galaktika 8. számában 1974-ben, A Mars-nyelv megfejtése címen.

## Válogatott munkái
- Proto-Indo-European Phonology (1952)
- Historical Linguistics(1962)
- A Reader in Nineteenth Century Historical Indo-European Linguistics (1967)
- Proto-Indo-European Syntax (1974)
- A Gothic Etymological Dictionary (1986)
- Theoretical Bases of Indo-European Linguistics (1993)
- Pre-Indo-European (2002)

## Fordítás
- Ez a szócikk részben vagy egészben  a   Winfred P. Lehmann című angol Wikipédia-szócikk ezen változatának fordításán alapul.  Az eredeti cikk szerkesztőit annak laptörténete sorolja fel. Ez a jelzés csupán a megfogalmazás eredetét és a szerzői jogokat jelzi, nem szolgál a cikkben szereplő információk forrásmegjelöléseként.